# Білоруський державний університет інформатики та радіоелектроніки
Білоруський державний університет інформатики та радіоелектроніки (біл. Белару́скі Дзяржа́ўны Універсітэ́т Інфарм́атыкі і Радыёэлектр́онікі) — вищий навчальний заклад Білорусі. Відкритий 1964 в Мінську.

## Дистанційне навчання
У Республіці Білорусь розвиток дистанційної освіти відбувається з 2000 року. БДУЇР і Академія управління при Президентові Республіки Білорусь є його “батьками-засновниками”. Вже сьогодні ця система ефективно функціонує і з її використанням навчається близько 800 студентів БДУЇР. 
Головна мета дистанційного навчання БДУЇР є організація навчання студентів і підвищення кваліфікації громадян на платній основі без відриву від їх основної діяльності в цілях забезпечення підприємств і організацій Республіки Білорусь і інших країн висококваліфікованими фахівцями.
Дистанційне навчання у БДУЇР проводиться по спеціальностях:
- ”Програмне забезпечення інформаційних технологій”
- ”Інформаційні технології і управління в технічних системах”
- ”Інформатика”
- ”Автоматизовані системи обробки інформації”
- ”Штучний інтелект”
- ”Маркетинг”

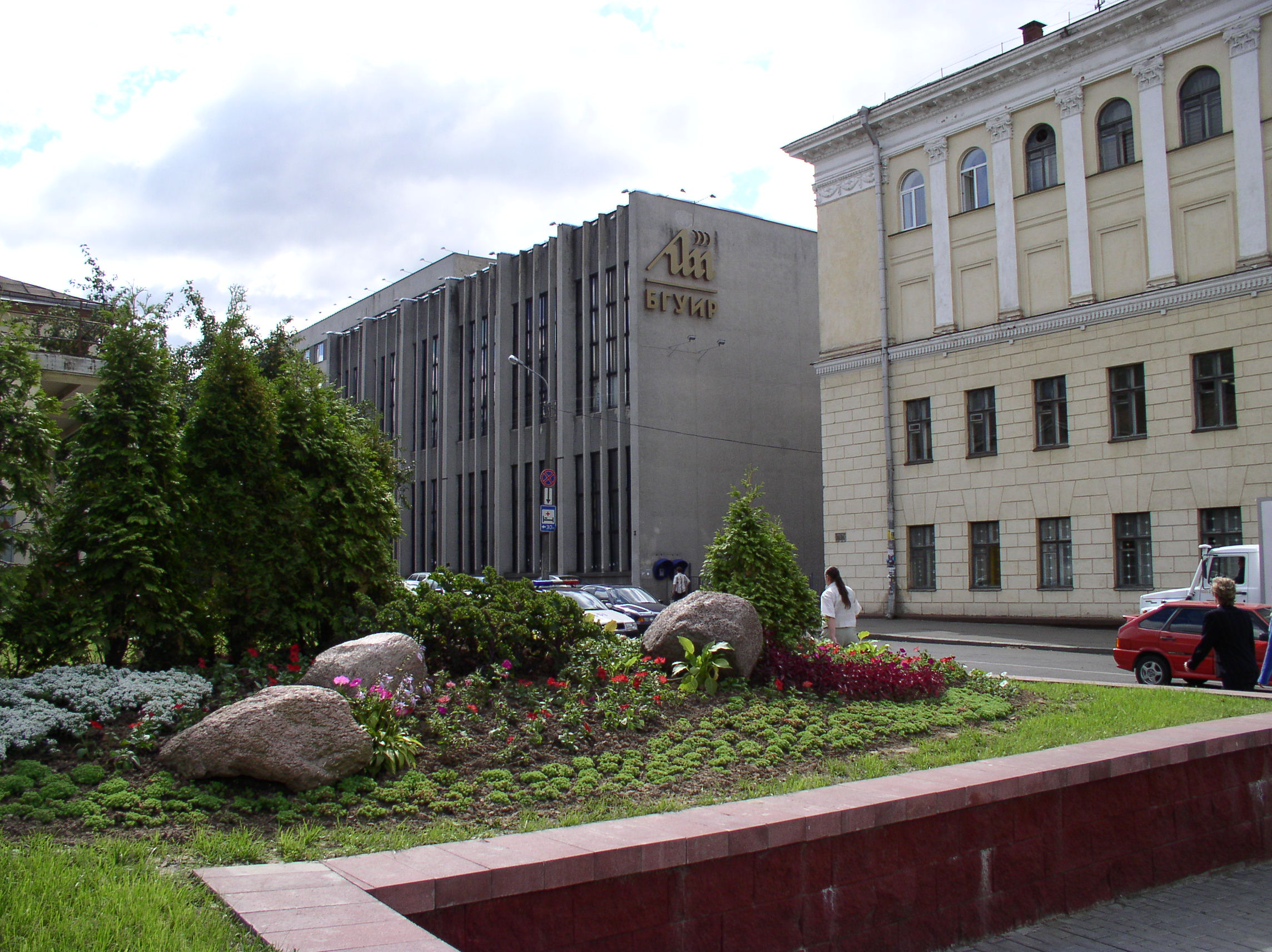
Емблема БДУІР на другому корпусі
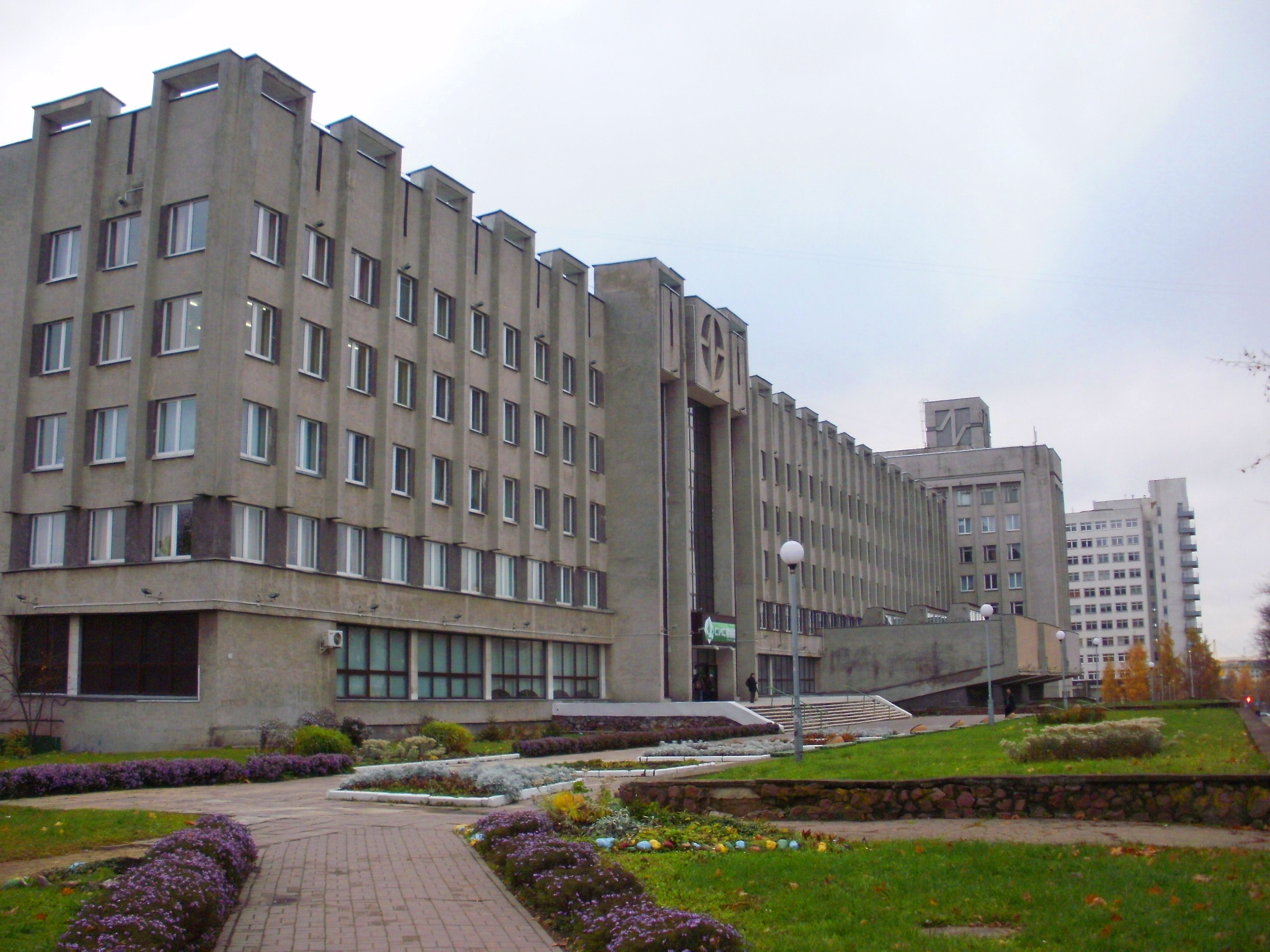
Четвертий та п'ятий корпуси

## Джерело
- Офіційна вебсторінка Білоруського державного університету інформатики та радіоелектроніки [Архівовано 8 жовтня 2020 у Wayback Machine.]

| Прапор Білорусі | Це незавершена стаття про Білорусь. Ви можете допомогти проєкту, виправивши або дописавши її. |